# اوژن پیکله
ژان کلود اوژن پیکله (فرانسوی: Jean Claude Eugène Péclet‎؛ زاده ۱۰ فوریهٔ ۱۷۹۳ درگذشته ۶ دسامبر ۱۸۵۷) یک دانشمند اهل فرانسه بود. عدد پکله در دینامیک سیالات به افتخار وی نامگذاری شده است.